# 필리포 인차기
필리포 "피포" 인차기(이탈리아어: Filippo "Pippo" Inzaghi, 이탈리아어 발음: [fiˈlippo inˈtsaːɡi]; 1973년 8월 9일 ~ )는 이탈리아의 축구 선수 출신 축구 감독으로, 현재 피사 감독을 맡고있다. 현역 시절 포지션은 스트라이커였다.
그의 남동생 시모네 인차기 또한 축구 감독으로 활동하고 있으며 현재 FC 인테르나치오날레 밀라노를 감독하고 있다.

## 클럽 경력

### 초창기
인차기는 동료 축구 선수이자 남동생인 시모네 인차기와 함께 고향 클럽 피아첸차 칼초에서 축구 선수 생활을 시작하였다. 10대였던 1991년, 그는 세리에 C1에 속해있던 UC 알비노레페로 임대 이적하며, 21경기에서 13골을 넣었다. 1993년, 세리에 B의 헬라스 베로나에서 뛰며 36경기에서 13골을 넣었다. 그는 피아첸차로 돌아온 후, 37경기에 출전하여 15골을 넣으며 팀의 기대주로 떠올랐다.

### 유벤투스 FC
그는 1995년 파르마로 이적하여 세리에 A 데뷔전을 치렀으나, 파르마에서 뛴 15경기 동안 단 2골만을 득점하였다. 그는 다음 시즌 아탈란타로 이적하였고, 24골을 넣으며 세리에 A 득점왕(이탈리아어: Capocannoniere)을 차지하였다. 이때의 활약으로 유벤투스로 이적하였다. 그는 알레산드로 델 피에로, 지네딘 지단과 함께 환상적인 공격진을 구축하였다. 이들의 활약으로 유벤투스는 1997-98 시즌 스쿠데토를 차지하였으나, UEFA 챔피언스리그 결승전에서 레알 마드리드에 1-0으로 패하였다.

### AC 밀란
유벤투스에서 122경기 동안 58골을 넣었음에도, 그는 다비드 트레제게에 밀려 주로 벤치를 지켰다. 2001-02년 AC 밀란으로 이적하나, 무릎 부상으로 인해 시즌의 절반 동안 뛰지 못하였다. 그가 부상에서 복귀하였을 때, 그는 안드리 셰브첸코와 함께 밀란의 공격진을 이끌었고, 2002-03 챔피언스리그 우승, 2003 코파 이탈리아 우승, 2003-04 스쿠데토를 차지하였다.
그는 2년 동안 그를 괴롭혔던 고질적인 무릎 부상으로부터 회복하여 세리에 A 2005-06 시즌에 22경기에 출전하여 12골을 넣었고, 다섯 번의 챔피언스리그 경기에서 4골을 득점하였다. 2007년 5월 23일, 아테네에서 열린 2006-07 시즌 UEFA 챔피언스리그 결승전 리버풀과의 경기에서 인차기는 2골을 득점하여 팀의 2-1 승리를 이끌었고, 2004-05 시즌 UEFA 챔피언스리그 결승전에서의 패배를 설욕하였다. 그는 또한 2007 UEFA 슈퍼컵, 세비야 FC와의 경기에서 동점골을 뽑아내며 팀의 3-1 승리에 기여하였다. 인차기는 FIFA 클럽 월드컵 2007에도 참가하여 보카 주니어스와의 결승전에서 2골을 뽑아내며 팀의 4-2 승리를 이끌었다.
2008년 2월 24일 인차기는 팔레르모와의 경기에서 득점하였는데, 이는 그가 리그에서 1년 만에 기록한 골이다.
2009–10 시즌에 그는 주로 백업 멤버로 활약하였지만, 2010년 5월 21일 그는 2011년 6월 30일까지 1년 연장 계약을 하였다.
세리에 A 2011-12 시즌을 끝으로 현역에서 은퇴했으며 밀란의 U-17 팀 감독이 되었다.

### 유럽 대항전에서의 기록
인차기는 챔피언스리그에서 해트트릭을 2번 기록(유벤투스 소속이었을 때)한 첫 선수이다. 첫 번째 해트트릭은 디나모 키예프와의 1997-98 챔피언스리그 8강전에서였고, 두 번째 해트트릭은 2000년 9월 13일에 있었던 함부르크 SV와의 조별 리그 경기에서였다.
그는 2007년 11월 6일에 벌어진 샤흐타르 도네츠크와의 경기에서 챔피언스리그 개인 통산 62호골, AC 밀란에서의 33호 골을 기록하였다. 그는 2007년 12월 4일에 셀틱과의 경기에서 또 득점하여 63골을 기록하였다. 이 골로 그는 바이에른 뮌헨의 전설적인 선수 게르트 뮐러를 제치고 유럽대항전 통산 골 기록 선두에 올라섰다.

## 국가대표 경력
인차기는 1997년 6월 8일 브라질과의 경기에서 국가대표 데뷔전을 치렀다. 그 후 그는 57경기 25골이라는 기록을 세우며 이탈리아 축구 국가대표팀의 중심 선수가 되었다. 그는 1998년 FIFA 월드컵, UEFA 유로 2000, 2002년 FIFA 월드컵 등 큰 대회에 많이 소집되었다. UEFA 유로 2004에서도 이탈리아의 스트라이커로 주전이 확실하였지만, 부상으로 좌절되었다. 그의 지속적인 무릎 부상은 선수 생활에 엄청난 영향을 미쳐 2006년 FIFA 월드컵 본선에서도 지속적으로 뛰기 힘들 것이라 전망하였으나, 전문가들의 예상을 뒤엎고 2006년 6월 22일 이탈리아 대 체코전에 출전하여 득점하였다.
인차기는 이탈리아 축구 국가대표팀의 통산 득점 순위에서 25골로 아돌포 발론치에리, 알레산드로 알토벨리와 함께 6위에 올랐다.

## 플레이스타일
오프사이드 선상에 숨어 있다가 패스가 오는 순간 침투하여 골을 넣는 것이 특기였다. 개인 기술이나 드리블이 뛰어나지는 않지만, 오프사이드 라인에서 상대 수비를 혼란스럽게 하는 지능적인 중앙 공격수였다.

## 수상

### 피아첸차
- 세리에 B : 우승 (1996-97)

### 유벤투스
- 세리에 A : 우승 (1997-98)
- 수페르코파 이탈리아나 : 우승 (1997)
- UEFA 인터토토컵 : 우승 (1999)

### AC 밀란
- 세리에 A : 우승 (2003-04, 2010-11), 준우승 (2004-05)
- 코파 이탈리아 : 우승 (2002-03)
- 수페르코파 이탈리아나 : 우승 (2004), 준우승 (2003)
- UEFA 챔피언스리그 : 우승 (2002-03, 2006-07), 준우승 (2004-05)
- UEFA 슈퍼컵 : 우승 (2003, 2007)
- 인터콘티넨털컵 : 준우승 (2003)
- FIFA 클럽 월드컵 : 우승 (2007)

### 이탈리아
- UEFA U-21 축구 선수권 대회 : 우승 (1994)
- UEFA 유럽 축구 선수권 대회 : 준우승 (2000)
- FIFA 월드컵 : 우승 (2006)

### 개인
- 세리에 A 올해의 영플레이어 상 : 1997
- 세리에 A 득점왕 : 1996-97
- UEFA 유로 2000 맨 오브 더 매치 : vs. 터키 (조별리그)

### 훈장
- 2000년 이탈리아 공화국 공로 훈장 5등급
- 2006년 이탈리아 공화국 공로 훈장 4등급